# Нахера, Педро
Пе́дро На́хера Паче́ко (исп. Pedro Nájera Pacheco; 3 февраля 1929, Мехико — 22 августа 2020, Куэрнавака) — мексиканский футболист, игрок сборной Мексики, участник двух чемпионатов мира. Всю игровую карьеру провёл в составе одного клуба — «Америки» (Мехико).

## Биография
Педро Нахера является воспитанником столичной «Америки». В основном составе «сине-кремовых» дебютировал в возрасте 22 лет в сезоне 1950/51 в матче против «Веракруса». Команды сыграли вничью 2:2. За время выступлений за «Америку» четыре раза выиграл Кубок страны, трижды занимал второе место в чемпионате Мексики, а также один раз выиграл трофей Чемпион чемпионов (аналог Суперкубка). В начале карьеры чаще использовался в нападении, но затем перешёл в линию полузащиты, причём в основном с оборонительными задачами. Последним сезоном в карьере Нахеры стал 1964/65, после чего он завершил выступления из-за травмы ахиллова сухожилия.
С 1956 по 1962 год Нахера выступал за сборную Мексики. Провёл в её составе 27 матчей. Принимал участие в чемпионатах мира 1954 и 1962 годов. В 1954 году он попал в заявку мексиканцев, ещё не сыграв ни одного матча за национальную команду, и весь турнир в Швейцарии был запасным. В 1962 году Нахера провёл все три матча «трёхцветных» на Мундиале в Чили.
После завершения карьеры стал тренером, а затем физиотерапевтом в родном клубе. Возглавлял «Америку» в качестве тренера в 1967 году, а в 1970-е годы трижды подряд признавался лучшим физиотерапевтом чемпионата Мексики. 22 августа 2020 года Педро Нахера умер в Куэрнаваке в возрасте 91 года.

## Титулы и достижения
- Вице-чемпион Мексики (3): 1959/60, 1961/62, 1963/64
- Обладатель Кубка Мексики (4): 1954, 1955, 1964, 1965
- Обладатель трофея Чемпион чемпионов Мексики: 1955